# Le Pire contre-attaque
Pour plus de détails, voir Fiche technique et Distribution.
Le Pire contre-attaque (Mystery Science Theater 3000: The Movie) est un film américain de science-fiction réalisé par Jim Mallon et sorti en 1996.
Le film est une adaptation de la série Mystery Science Theater 3000.

## Synopsis
Un scientifique fou a emprisonné un homme et son robot dans une station spatiale tournant autour de la Terre. Il leur inflige comme torture l'obligation de regarder des films de série B de science-fiction. Pour ne pas sombrer dans la folie, l'homme et son robot font des commentaires et des remarques sur les films qu'ils visionnent ou parlent à la place des personnages, réinventant des dialogues décalés.
Le film de série B servant de trame est ici : Les Survivants de l'infini (This Island Earth).

## Fiche technique
- Titre français : Le Pire Contre-Attaque (sortie française en VHS)[1]
- Titre original : Mystery Science Theater 3000: The Movie
- Réalisation : Jim Mallon
- Scénario : Joel Hodgson, Michael J. Nelson, Trace Beaulieu, Jim Mallon, Kevin Murphy, Mary Jo Pehl, Paul Chaplin, Bridget Jones Nelson
- Production : Trace Beaulieu, Jim Mallon, Kevin Murphy
- Musique : Billy Barber
- Photographie : Jeff Stonehouse
- Montage : Bill Johnson
- Direction artistique : Rando Schmook
- Costumes : Linda Froiland
- Chef-décorateur : Blakesley Clapp
- Pays d'origine : États-Unis
- Langue : anglais
- Genre : Science-fiction
- Durée : 74 minutes
- Dates de sortie : 19 avril 1996  États-Unis

## Distribution
- Michael J. Nelson : Mike Nelson
- Trace Beaulieu : Crow T. Robot et Dr. Clayton Forrester
- Kevin Murphy : Tom Servo
- Jim Mallon : Gypsy
- John Brady : Benkitnorf

## Distinctions
- Nommé au Saturn Award du meilleur film de science-fiction 1997